# Bảng chỉ dẫn

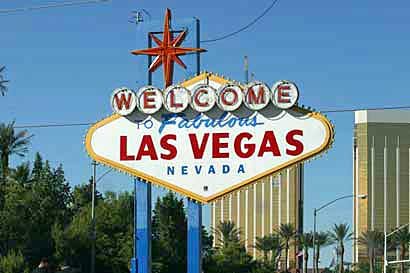
Biển hiệu " Chào mừng đến với Las Vegas Tuyệt vời ", ngay phía nam Dải Las Vegas

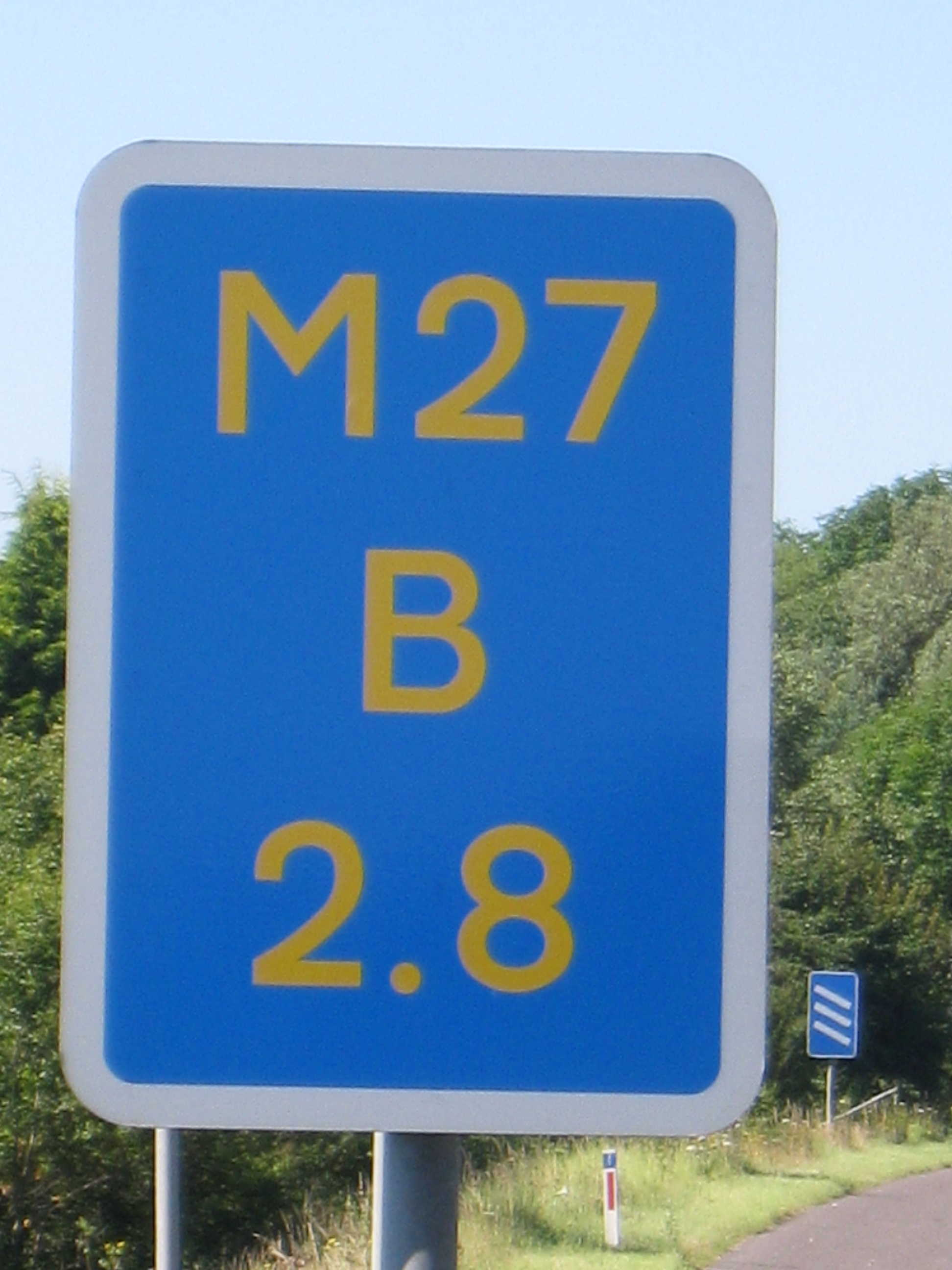
Biển vị trí tài xế được sử dụng ở Anh để hỗ trợ lái xe khi liên hệ với các dịch vụ khẩn cấp

Bảng chỉ dẫn là thiết kế hoặc sử dụng các biển hiệu và biểu tượng để truyền đạt một thông điệp đến một nhóm cụ thể, thường là cho mục đích tiếp thị hoặc một loại vận động. Một biển hiệu cũng có nghĩa là các biển hiệu tập thể hoặc được coi là một nhóm. Thuật ngữ biển báo trong tiếng Anh (signage) được ghi nhận là đã được phổ biến từ năm 1975 đến 1980.
Biển hiệu là bất kỳ loại đồ họa trực quan nào được tạo ra để hiển thị thông tin cho một đối tượng cụ thể. Điều này thường được biểu hiện dưới dạng thông tin tìm đường ở những nơi như đường phố hoặc bên trong và bên ngoài các tòa nhà. Các biển hiệu khác nhau về hình thức và kích thước dựa trên vị trí và mục đích, từ các biểu ngữ, bảng quảng cáo và tranh tường mở rộng hơn, đến các biển báo nhỏ hơn, biển hiệu tên đường, bảng bánh sandwich và biển hiệu. Biển hiệu mới hơn cũng có thể sử dụng màn hình kỹ thuật số hoặc điện tử.
Mục đích chính của các biển hiệu là để giao tiếp, truyền đạt thông tin được thiết kế để hỗ trợ người nhận ra quyết định dựa trên thông tin được cung cấp. Ngoài ra, bảng hiệu quảng cáo có thể được thiết kế để thuyết phục người nhận về giá trị của sản phẩm hoặc dịch vụ nhất định. Signage khác với ghi nhãn, truyền tải thông tin về một sản phẩm hoặc dịch vụ cụ thể.

## Định nghĩa và từ nguyên
Thuật ngữ 'biển hiệu' trong tiếng Anh (sign) xuất phát từ tiếng Pháp cổ signe (danh từ), signer (động từ), có nghĩa là một cử chỉ hay một chuyển động của bàn tay. Đến lượt nó, bắt nguồn từ chữ "Latin" biểu thị một "biển hiệu nhận dạng, mã thông báo, biển hiệu, biểu tượng; bằng chứng; tiêu chuẩn quân sự, biểu tượng; tín hiệu, điềm báo, biển hiệu trên thiên đàng, chòm sao." Trong tiếng Anh, thuật ngữ này cũng dùng chỉ một lá cờ hoặc liên kết với cờ. Ở Pháp, một biểu ngữ không thường xuyên thay thế các biển hiệu hoặc bảng hiệu trong thời Trung cổ. Tuy nhiên, các biển hiệu được biết đến nhiều nhất dưới dạng quảng cáo được vẽ hoặc chạm khắc cho các cửa hàng, nhà trọ, rạp chiếu phim, v.v... Chúng là một trong những phương pháp biểu tượng khác nhau để kêu gọi sự chú ý đến nơi mà chúng đề cập đến.
Thuật ngữ "biển hiệu" dường như đã được sử dụng trong thế kỷ 20 như một danh từ tập thể được sử dụng để mô tả một lớp các biển hiệu, đặc biệt là các biển hiệu quảng bá và quảng cáo nổi bật trong những thập kỷ đầu của thế kỷ XX. Từ điển Oxford định nghĩa thuật ngữ, biển báo là "biển hiệu chung, đặc biệt là biển hiệu hiển thị thương mại hoặc công cộng."

## Lịch sử

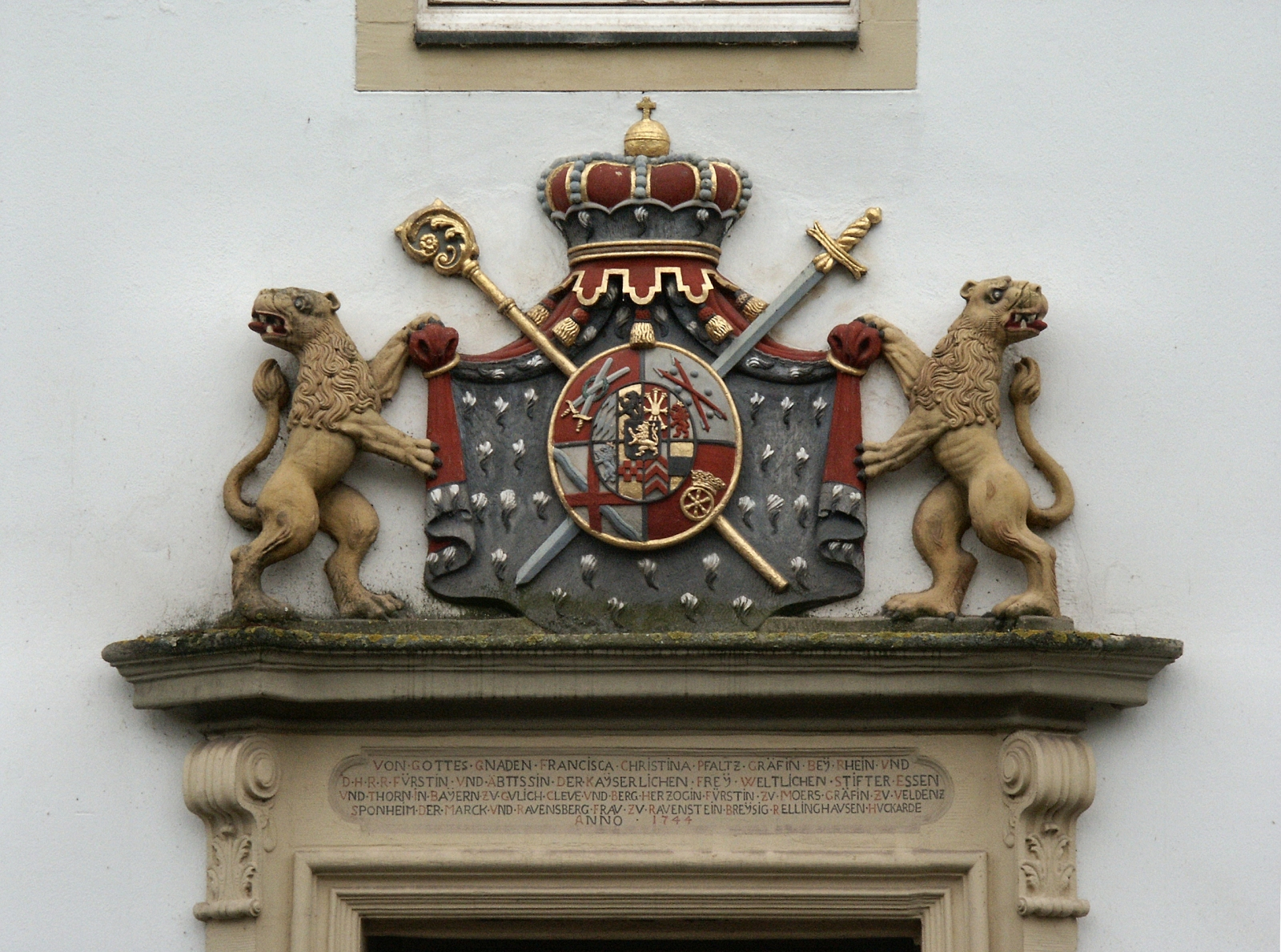
Một huy hiệu tại Castle Borbeck

Một số biển hiệu sớm nhất đã được sử dụng không chính thức để biểu thị tư cách thành viên của các nhóm cụ thể. Các Kitô hữu tiên khởi đã sử dụng biển hiệu hoặc thập tự giá hoặc Ichthys (tức là cá) để biểu thị các liên kết tôn giáo của họ, trong khi biển hiệu của mặt trời hoặc mặt trăng sẽ phục vụ cùng một mục đích cho người ngoại đạo.
Việc sử dụng biển hiệu thương mại có một lịch sử rất cổ xưa. Bảng hiệu bán lẻ và bảng hiệu quảng cáo dường như đã phát triển độc lập ở phương Đông và phương Tây. Trong thời cổ đại, người Ai Cập cổ đại, La Mã và Hy Lạp đã biết sử dụng các biển báo. Ở La Mã cổ đại, biển hiệu được sử dụng cho mặt tiền cửa hàng cũng như để thông báo các sự kiện công cộng. Biển hiệu La Mã thường được làm từ đá hoặc đất nung. Ngoài ra, chúng là những khu vực được làm trắng, được gọi là album trên các bức tường bên ngoài của các cửa hàng, diễn đàn và chợ. Nhiều ví dụ La Mã đã được bảo tồn; trong số đó, bụi cây được công nhận rộng rãi để chỉ một quán rượu, từ đó có nguồn gốc câu tục ngữ, "Một loại rượu vang tốt không cần bụi cây". Ngoài bụi rậm, một số biển hiệu thương mại có thể nhận dạng tồn tại trong thời hiện đại bao gồm ba quả bóng của người cầm đồ và cây cột tóc đỏ và trắng. Trong số các biển hiệu được xác định với các ngành nghề cụ thể, một số trong số này sau đó đã phát triển thành nhãn hiệu. Điều này cho thấy rằng lịch sử ban đầu của các bảng hiệu thương mại gắn chặt với nhãn hiệu và lịch sử của nó.
Nghiên cứu gần đây cho thấy Trung Quốc thể hiện một lịch sử phong phú của các hệ thống bảng hiệu bán lẻ sớm. Một ví dụ được chứng minh rõ ràng sớm, ví dụ về một thương hiệu phát triển cao gắn liền với bảng hiệu bán lẻ là nhãn hiệu kim khâu của Thỏ Trắng, từ thời Tống của Trung Quốc (960-1111 CE). Một tấm in ấn đồng sử dụng để áp phích in chứa thông điệp, trong đó tạm dịch như sau: "Cửa hàng Kim khâu Tốt Jinan Liu:. Chúng tôi mua thanh thép chất lượng cao và làm cho kim chất lượng tốt, để sẵn sàng cho việc sử dụng tại nhà trong thời gian không" Chiếc đĩa cũng bao gồm một nhãn hiệu dưới dạng "Thỏ trắng" biểu thị sự may mắn và đặc biệt phù hợp với người mua chính, phụ nữ với trình độ hiểu biết hạn chế. Chi tiết trong hình ảnh cho thấy một con thỏ trắng nghiền nát các loại thảo mộc, và bao gồm lời khuyên cho người mua hàng để tìm kiếm con thỏ trắng bằng đá trước cửa hàng của nhà sản xuất. Do đó, hình ảnh phục vụ như một hình thức sớm của nhận diện thương hiệu. Eckhart và Bengtsson đã lập luận rằng vào thời nhà Tống, xã hội Trung Quốc đã phát triển văn hóa tiêu dùng, nơi mức độ tiêu thụ cao có thể đạt được đối với nhiều người tiêu dùng thông thường thay vì chỉ là giới thượng lưu. Sự trỗi dậy của văn hóa tiêu dùng đã thúc đẩy đầu tư thương mại vào hình ảnh công ty được quản lý cẩn thận, bảng hiệu bán lẻ, thương hiệu tượng trưng, bảo vệ thương hiệu và khái niệm thương hiệu tinh vi.
Trong thời Trung cổ, việc sử dụng biển hiệu thường là tùy chọn cho các nhà giao dịch. Tuy nhiên, công chúng đã ở một bước đi khác nhau. Ngay từ thế kỷ 14, luật pháp Anh đã buộc các chủ nhà trọ và chủ đất phải trưng bày các biển hiệu từ cuối thế kỷ 14. Năm 1389, vua Richard II của Anh đã buộc chủ nhà dựng lên các biển hiệu bên ngoài khuôn viên của họ. Luật pháp quy định "Bất cứ ai sẽ ủ bia trong thị trấn với ý định bán nó đều phải treo biển hiệu, nếu không, anh ta sẽ bị mất bia." Pháp luật thực thi điều này nhằm mục đích làm cho các quán rượu dễ dàng nhìn thấy đối với các thanh tra viên về chất lượng của rượu bia mà họ cung cấp (trong thời kỳ này, nước uống không phải lúc nào cũng tốt để uống và rượu bia là sự thay thế thông thường). Năm 1393, một người dân đã bị truy tố vì không thể hiện các biển hiệu. Việc sử dụng các biển hiệu lây lan sang các loại hình cơ sở thương mại khác trong suốt thời Trung cổ. Pháp luật tương tự đã được ban hành ở châu Âu. Ví dụ, tại Pháp các sắc lệnh đã được ban hành năm 1567 và 1577, buộc các chủ nhà trọ và người giữ quán rượu phải dựng lên các biển hiệu.

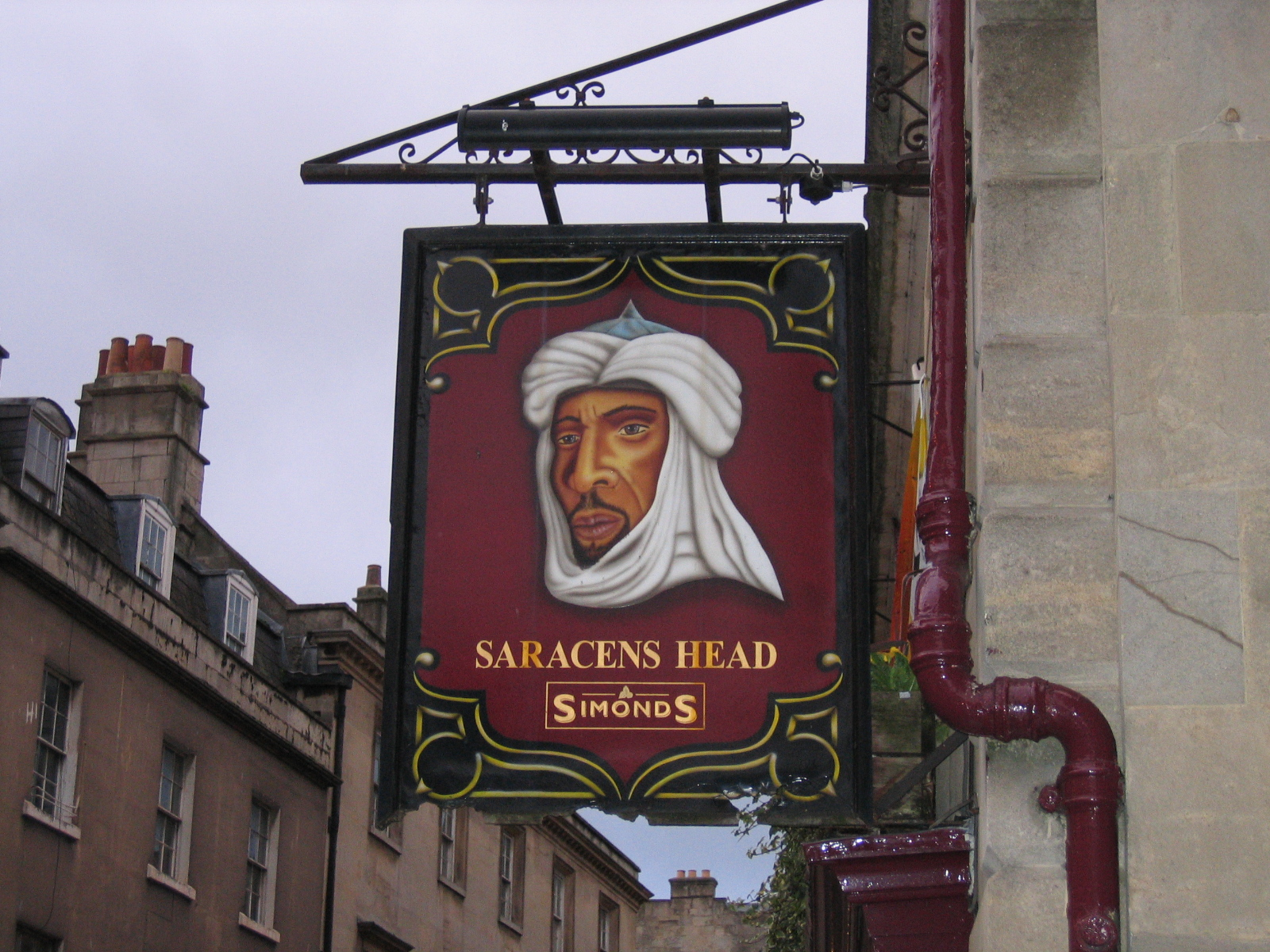
Saracen's Head: một quán rượu ở Bath, Anh

Các thị trấn lớn, nơi có nhiều cơ sở thực hành cùng một giao dịch, và đặc biệt, nơi những nơi này tập trung trong cùng một đường phố, một biển hiệu thương mại đơn giản là không đủ để phân biệt nhà này với nhà khác. Do đó, các thương nhân bắt đầu sử dụng nhiều loại thiết bị để tạo sự khác biệt. Đôi khi người giao dịch sử dụng một rebus trên tên riêng của mình (ví dụ: hai con gà trống cho tên của Cox); đôi khi anh ta nhận nuôi một con vật hoặc một vật thể khác, hoặc chân dung của một người nổi tiếng, mà anh ta cho rằng có khả năng thu hút sự chú ý. Các biển hiệu khác sử dụng sự liên kết chung của hai vật thể không đồng nhất, trong đó (ngoài những vật thể đại diện cho một cuộc nổi loạn) trong một số trường hợp chỉ là sự kết hợp hay thay đổi, nhưng trong những trường hợp khác phát sinh từ một quan niệm sai lầm phổ biến trong sử dụng biển hiệu (ví dụ như sự kết hợp giữa chân và ngôi sao có thể bắt nguồn từ một đại diện cho biển hiệu của tất hay vớ) hoặc từ sự ảnh hưởng nhũng nhiễu do các lời đồn đại phổ biến (ví dụ như một con dê kết hợp và la bàn được một số người cho là sự hư hỏng của Thiên Chúa vây quanh (có thể là các điểm ăn chơi)).
Trong khoảng thời gian này, một số nhà sản xuất bắt đầu điều chỉnh áo khoác vũ khí hoặc huy hiệu của các gia đình quý tộc như một kiểu chứng thực. Những điều này sẽ được người dân mô tả mà không xem xét ngôn ngữ của huy hiệu, và do đó, những biển hiệu như Sư tử đỏ, Rồng xanh, v.v..., đã trở nên quen thuộc, đặc biệt là các biển hiệu quán rượu. Đến thế kỷ 17 và 18, số lượng nhà thương mại tích cực trưng bày vũ khí hoàng gia trong khuôn viên của họ, bao bì và nhãn mác đã tăng lên, nhưng nhiều tuyên bố về sự chứng thực của hoàng gia là lừa đảo. Đến năm 1840, các quy tắc xung quanh việc trưng bày phù hiệu hoàng gia đã được thắt chặt để ngăn chặn những tuyên bố sai lầm. Đến đầu thế kỷ 19, số lượng Bảo hành Hoàng gia được cấp đã tăng lên nhanh chóng khi Nữ hoàng Victoria ban cho khoảng 2.000 lệnh truy nã hoàng gia trong suốt 64 năm trị vì của bà.

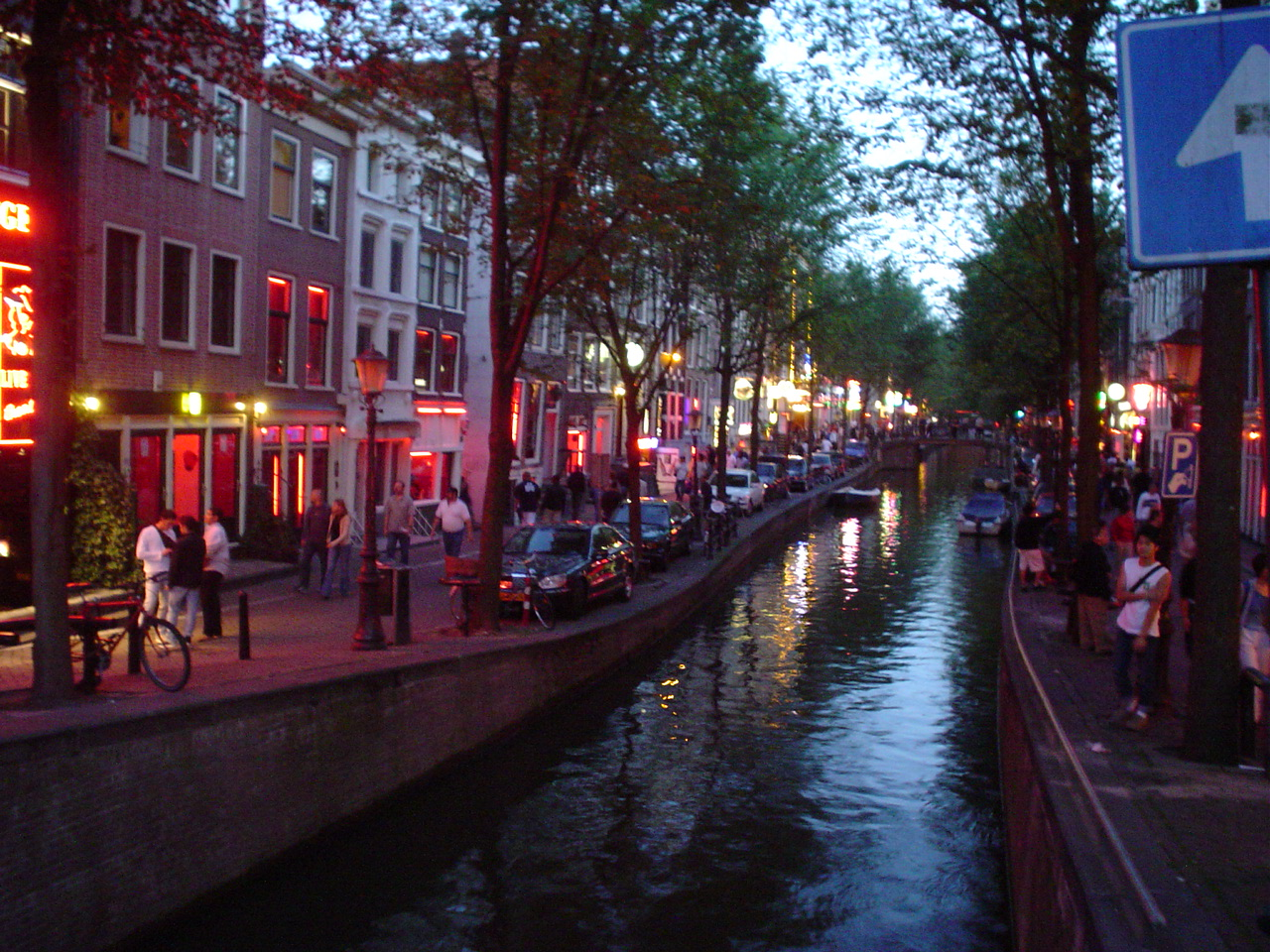
Khu phố đèn đỏ ở Amsterdam

Vì đối tượng của các bảng hiệu là để thu hút công chúng, chúng thường là một nhân vật phức tạp. Không chỉ là những biển hiệu lớn và đôi khi có giá trị nghệ thuật lớn (đặc biệt là vào thế kỷ 16 và 17, khi chúng đạt đến thịnh hành lớn nhất của chúng) mà các cột hoặc kim loại nhô ra từ những ngôi nhà trên đường, từ đó các biển hiệu được vung lên, thường được chế tạo công phu và nhiều ví dụ đẹp về sự hỗ trợ bằng sắt rèn tồn tại cả ở Anh và lục địa châu Âu.
Biển hiệu bên ngoài là một đặc điểm nổi bật của đường phố Luân Đôn từ thế kỷ 16. Các biển báo nhô ra lớn trở thành mối nguy hiểm và phiền toái trong những con đường hẹp khi đường phố thành phố trở nên tắc nghẽn hơn với giao thông xe cộ. Theo thời gian, các nhà chức trách đã buộc phải điều chỉnh kích thước và vị trí của các biển báo bên ngoài. Năm 1669, một lệnh của hoàng gia Pháp đã cấm kích thước quá lớn của bảng hiệu và hình chiếu của chúng quá xa trên đường phố. Tại Paris vào năm 1761 và tại Luân Đôn, vào khoảng năm 1762-1773, luật pháp đã được đưa ra, dần dần buộc các bảng hiệu phải được gỡ bỏ hoặc cố định phẳng vào tường.
Đối với hầu hết các phần, các biển hiệu chỉ tồn tại liên quan đến nhà trọ, trong đó một số nghệ sĩ vĩ đại nhất của thời gian vẽ bảng hiệu, thường đại diện cho tên của nhà trọ. Với việc bãi bỏ dần các bảng hiệu, việc đánh số nhà bắt đầu được giới thiệu vào đầu thế kỷ 18 ở Luân Đôn. Nó đã được cố gắng ở Paris vào đầu năm 1512 và đã trở nên gần như phổ biến vào cuối thế kỷ 18, mặc dù không được thi hành cho đến năm 1805. Một yếu tố quan trọng khác là trong thời Trung cổ, một tỷ lệ lớn dân số không biết chữ và vì vậy hình ảnh hữu ích hơn như một phương tiện để xác định một ngôi nhà công cộng. Vì lý do này, thường không có lý do để viết tên của cơ sở trên bảng hiệu và nhà trọ được mở mà không có tên bằng văn bản chính thức tên tên được lấy sau từ hình minh họa trên bảng hiệu của nhà công cộng. Theo nghĩa này, một biển hiệu quán rượu có thể được coi là một ví dụ ban đầu của thương hiệu hình ảnh.

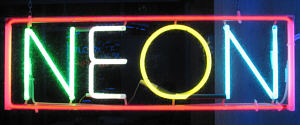
biển hiệu neon

Trong thế kỷ 19, một số nghệ sĩ chuyên vẽ tranh biển hiệu, như nghệ sĩ người Áo-Hung Demeter Laccataris. Trong khi chờ đợi sự phát triển này, những ngôi nhà buôn bán vào ban đêm (ví dụ như nhà cà phê, nhà thổ, v.v.) có nhiều cách sắp xếp ánh sáng cụ thể khác nhau, và chúng vẫn tồn tại ở một mức độ nào đó, như trong trường hợp phẫu thuật của bác sĩ và phòng khám của nhà hóa học.
Một số phát triển vào đầu thế kỷ 20 đã cung cấp động lực cho việc áp dụng thương mại rộng rãi các biển hiệu bên ngoài. Đầu tiên, kính hiển vi , được dựng lên ở Manhattan vào năm 1892, đã trở nên phổ biến trong thập kỷ đầu tiên của thế kỷ 20 và đến năm 1913, "bầu trời tràn ngập những biển hiệu rực rỡ, rực rỡ." Vào những năm 1920, biển hiệu neon mới được phát triển đã được giới thiệu đến Hoa Kỳ. Tính linh hoạt và khả năng hiển thị của nó đã dẫn đến việc áp dụng thương mại rộng rãi và đến những năm 1930, các biển hiệu neon là một đặc điểm tiêu chuẩn của tòa nhà hiện đại trên khắp thế giới. Các biển hiệu đặc quyền, sử dụng thương hiệu của nhà sản xuất như một hình thức chứng thực bán lẻ, là phổ biến trên các cửa hàng bán lẻ trong thế kỷ 20, nhưng việc sử dụng chúng đã suy yếu khi các nhà bán lẻ tăng sức mạnh vào cuối thế kỷ 20. Một số lượng nhỏ các biển hiệu đặc quyền vẫn còn, nhưng hầu hết đã trở thành các biển hiệu ma bị bỏ rơi.
Bảng hiệu bán lẻ lịch sử 

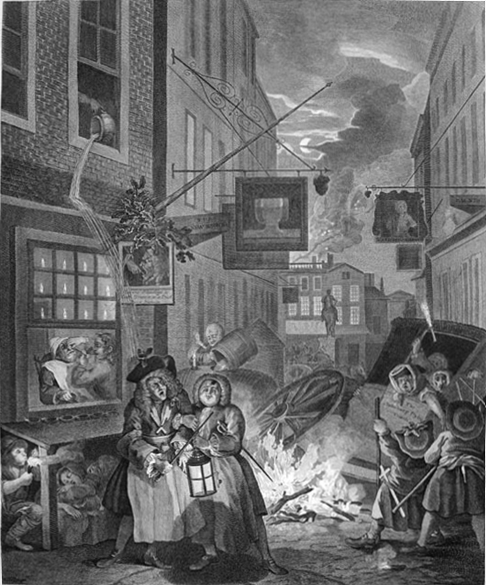
Bức tranh Four Times Night của William Hogarth mô tả một dấu hiệu bán lẻ c. 1738
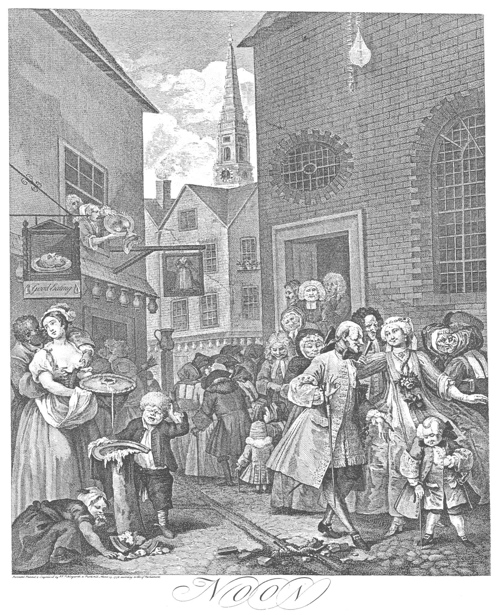
Bốn lần trong ngày: Buổi trưa của William Hogarth, bức tranh mô tả các biển hiệu bán lẻ, thế kỷ 18
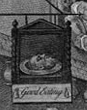
Bốn lần trong ngày: Buổi trưa của William Hogarth, (chi tiết), thế kỷ 18
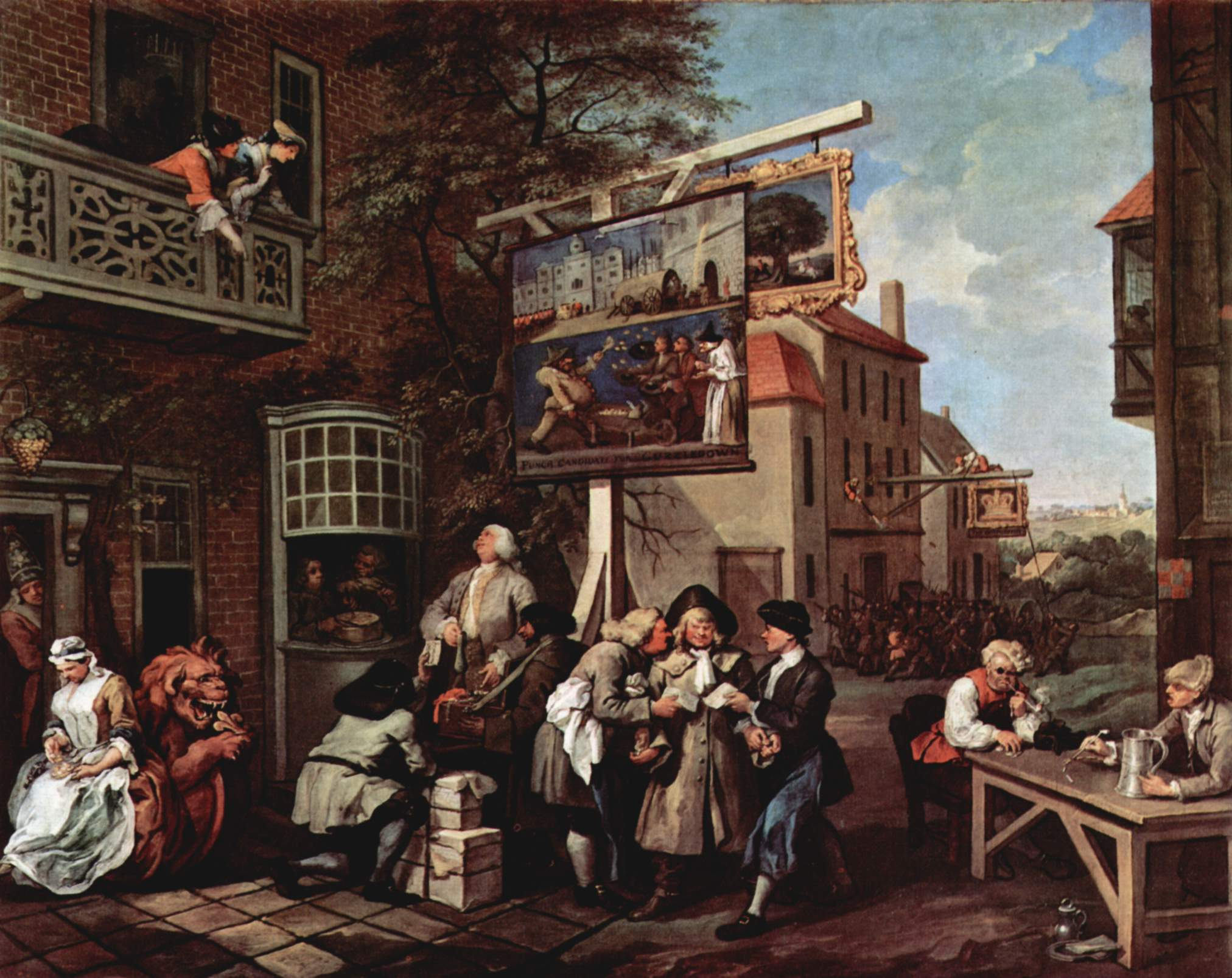
Tranh của William Hogarth, mô tả bảng hiệu bán lẻ lớn, nhô ra, thế kỷ 18
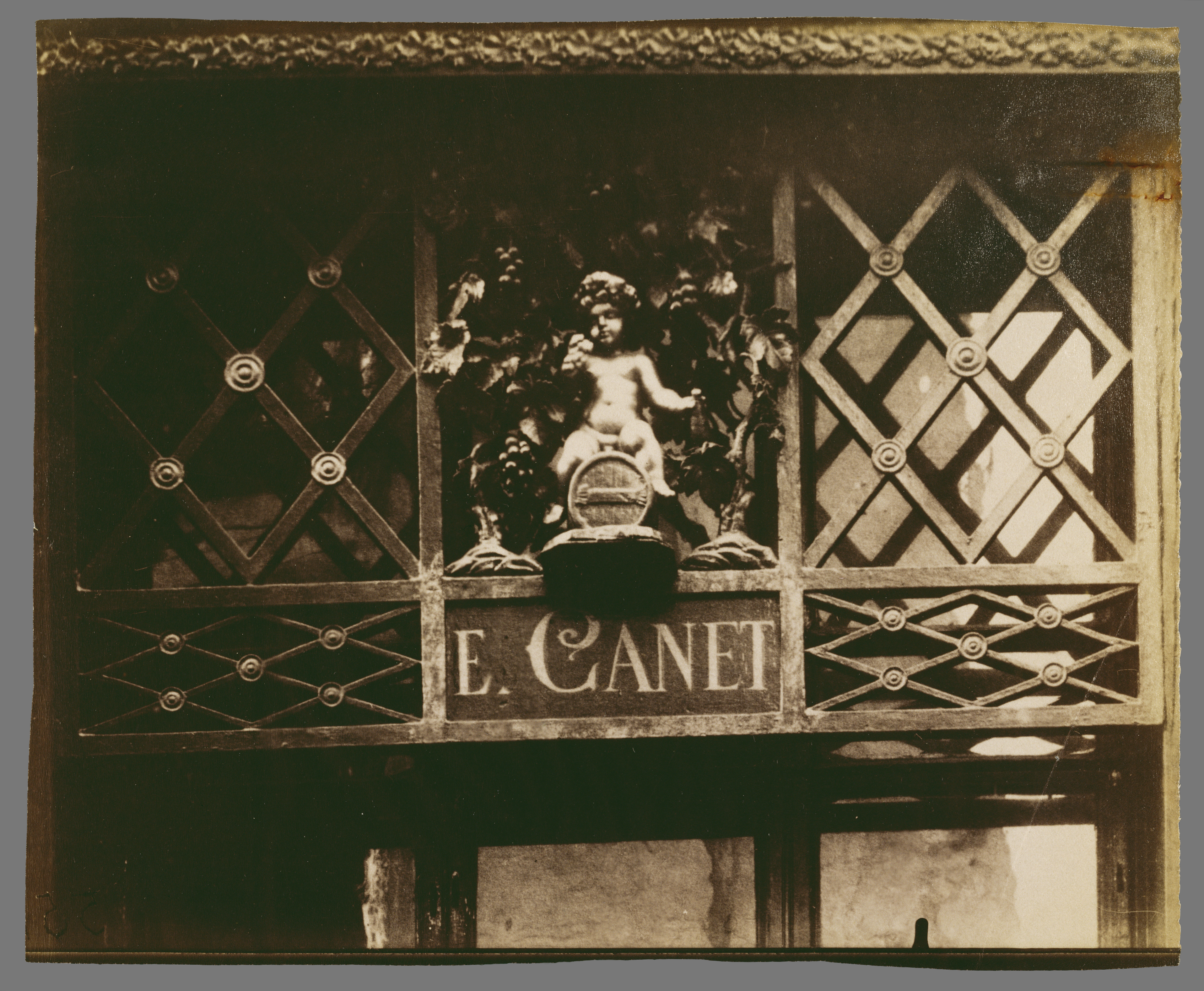
Eugène Atget, Cửa hàng ký, rue Saint-Louis-en-l'Île, c. 1908
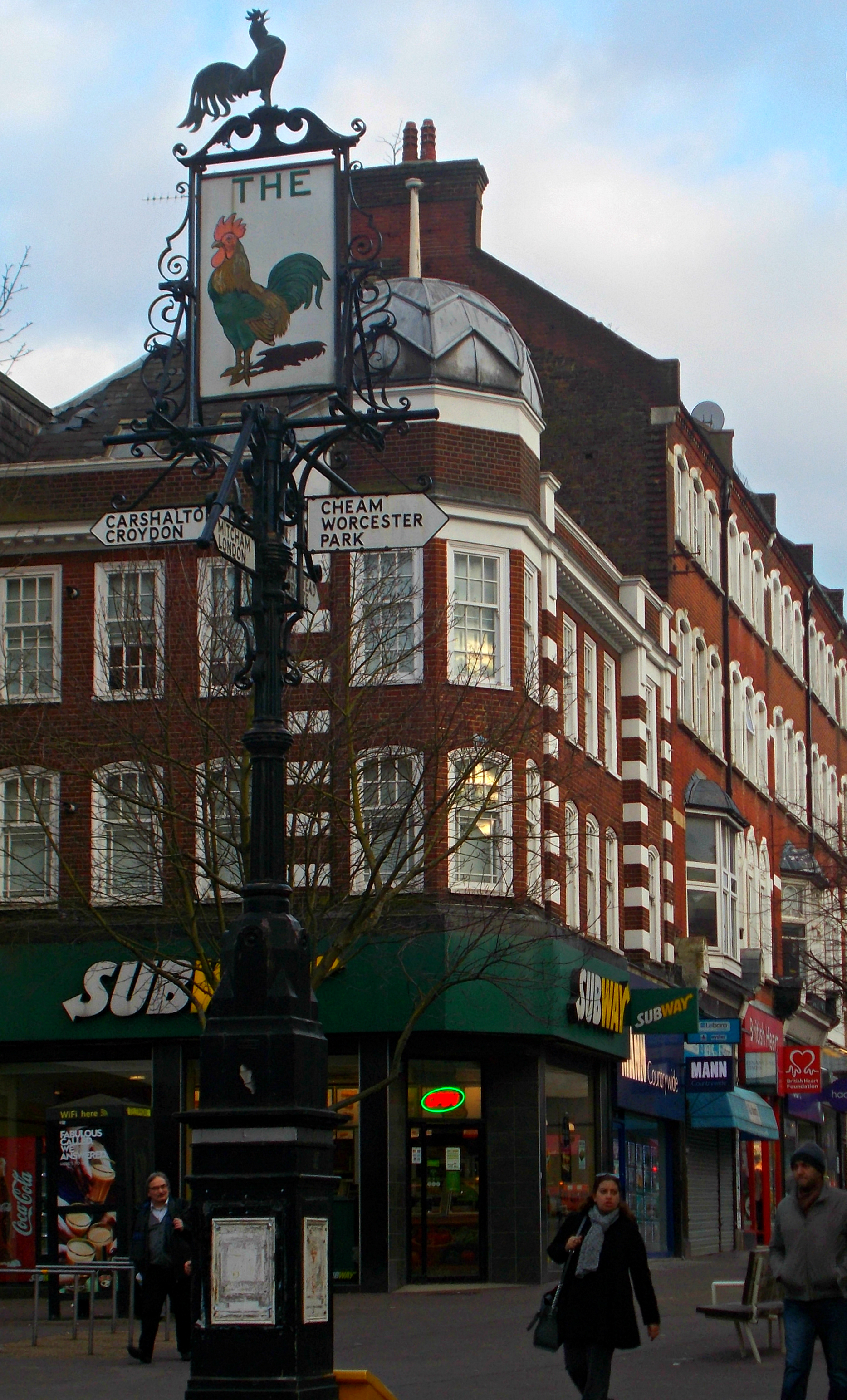
Dấu hiệu nhà trọ trên ngã tư lịch sử, Sutton, Surrey, Greater London

## Vai trò và chức năng của biển báo
Nói chung, các biển hiệu thực hiện các vai trò hoặc chức năng sau:
- Cung cấp thông tin: các biển báo truyền tải thông tin về các dịch vụ và phương tiện, như bản đồ, thư mục, biển chỉ dẫn hoặc biển báo diễn giải được sử dụng trong bảo tàng, phòng trưng bày, vườn thú, công viên và vườn, triển lãm, điểm du lịch và văn hóa giúp nâng cao trải nghiệm của khách hàng.[27]
- Thuyết phục: bảng hiệu quảng cáo được thiết kế để thuyết phục người dùng về giá trị tương đối của một công ty, sản phẩm hoặc thương hiệu.
- Hướng / Điều hướng: các biển hiệu cho thấy vị trí của các dịch vụ, cơ sở, không gian chức năng và các khu vực chính, chẳng hạn như cột đăng hoặc mũi tên chỉ đường.
- Nhận dạng: các biển hiệu cho biết các dịch vụ và phương tiện, chẳng hạn như tên và số phòng, biển hiệu phòng vệ sinh hoặc chỉ định sàn.
- An toàn và Quy định: các biển báo đưa ra hướng dẫn cảnh báo hoặc an toàn, như biển cảnh báo, biển báo giao thông, biển báo lối thoát, biển báo cho biết phải làm gì trong trường hợp khẩn cấp hoặc thiên tai hoặc các biển báo truyền đạt các quy tắc và quy định.
- Điều hướng - có thể là ngoại thất hoặc nội thất (ví dụ: với màn hình tương tác trên sàn như với "bước chân thông tin" được tìm thấy ở một số điểm tham quan du lịch, bảo tàng và tương tự hoặc với các phương tiện khác của "cách đi năng động".[28]

Biển hiệu có thể được sử dụng trong không gian bên ngoài hoặc vị trí tại chỗ. Các bảng hiệu được sử dụng ở bên ngoài tòa nhà thường được thiết kế để khuyến khích mọi người đi vào và bên trong để khuyến khích mọi người khám phá môi trường và tham gia vào tất cả những gì không gian phải cung cấp. Bất kỳ biển hiệu cho trước có thể thực hiện nhiều vai trò cùng một lúc. Ví dụ, biển báo có thể cung cấp thông tin, nhưng cũng có thể phục vụ để hỗ trợ khách hàng điều hướng theo cách của họ thông qua một dịch vụ phức tạp hoặc môi trường bán lẻ.

## Công ước về bảng hiệu

### Chữ tượng hình

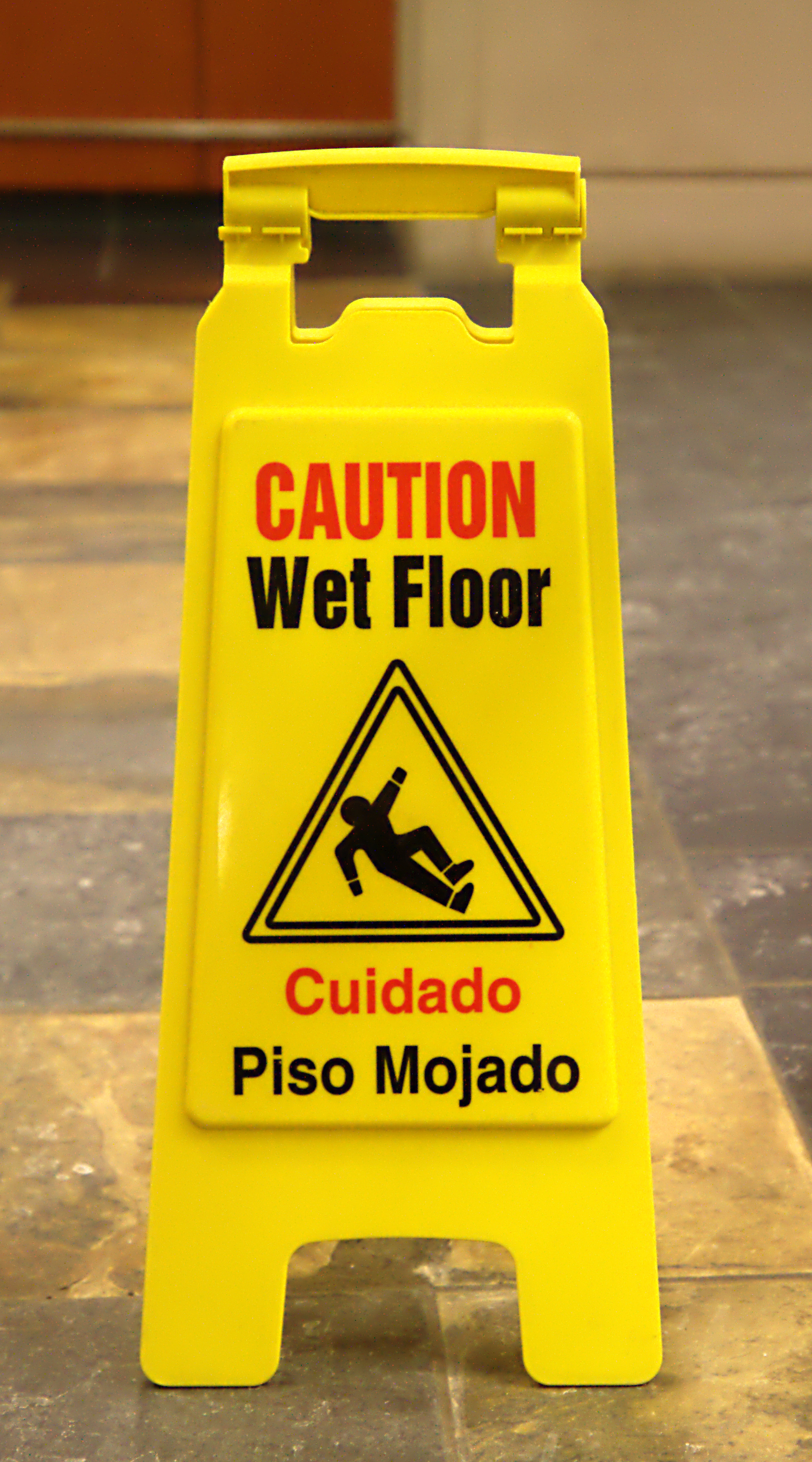
Một biển hiệu sàn ướt song ngữ

Chữ tượng hình là hình ảnh thường được sử dụng để truyền tải thông điệp của một biển hiệu. Trong các biển báo theo luật định, chữ tượng hình tuân theo các bộ quy tắc màu sắc, hình dạng và kích thước cụ thể dựa trên luật pháp của quốc gia nơi biển hiệu được hiển thị. Ví dụ: Trong các biển báo của Vương quốc Anh và EU, chiều rộng của chữ tượng hình phải bằng 80% chiều cao của khu vực được in. Ở Hoa Kỳ, để tuân thủ Nguyên tắc truy cập của ADA, cùng một chữ tượng hình phải được đặt trong trường được xác định của chính nó, với các ký tự và chữ nổi được đặt bên dưới trường.
Để một chữ tượng hình thành công, nó phải được nhận biết qua các nền văn hóa và ngôn ngữ, ngay cả khi không có văn bản nào. Theo các quy ước màu sắc và hình dạng tiêu chuẩn làm tăng khả năng chữ tượng hình và biển hiệu sẽ được hiểu một cách phổ biến.

### Hình dạng biển hiệu
Hình dạng của một biển hiệu có thể giúp truyền tải thông điệp của nó. Hình dạng có thể dựa trên thương hiệu hoặc thiết kế hoặc có thể là một phần của một tập hợp các quy ước về biển báo được sử dụng để chuẩn hóa ý nghĩa biển hiệu. Việc sử dụng các hình dạng cụ thể có thể thay đổi theo quốc gia và văn hóa.
Một số quy ước hình dạng biển báo phổ biến như sau:
- Biển hiệu hình chữ nhật thường được sử dụng để miêu tả thông tin chung cho khán giả.
- Biển hiệu tròn thường đại diện cho một hướng dẫn phải được tuân theo, bắt buộc hoặc cấm.
- Biển hiệu hình tam giác thường là biển hiệu cảnh báo, được sử dụng để truyền đạt nguy hiểm hoặc thận trọng.

## Công nghệ ký hiệu

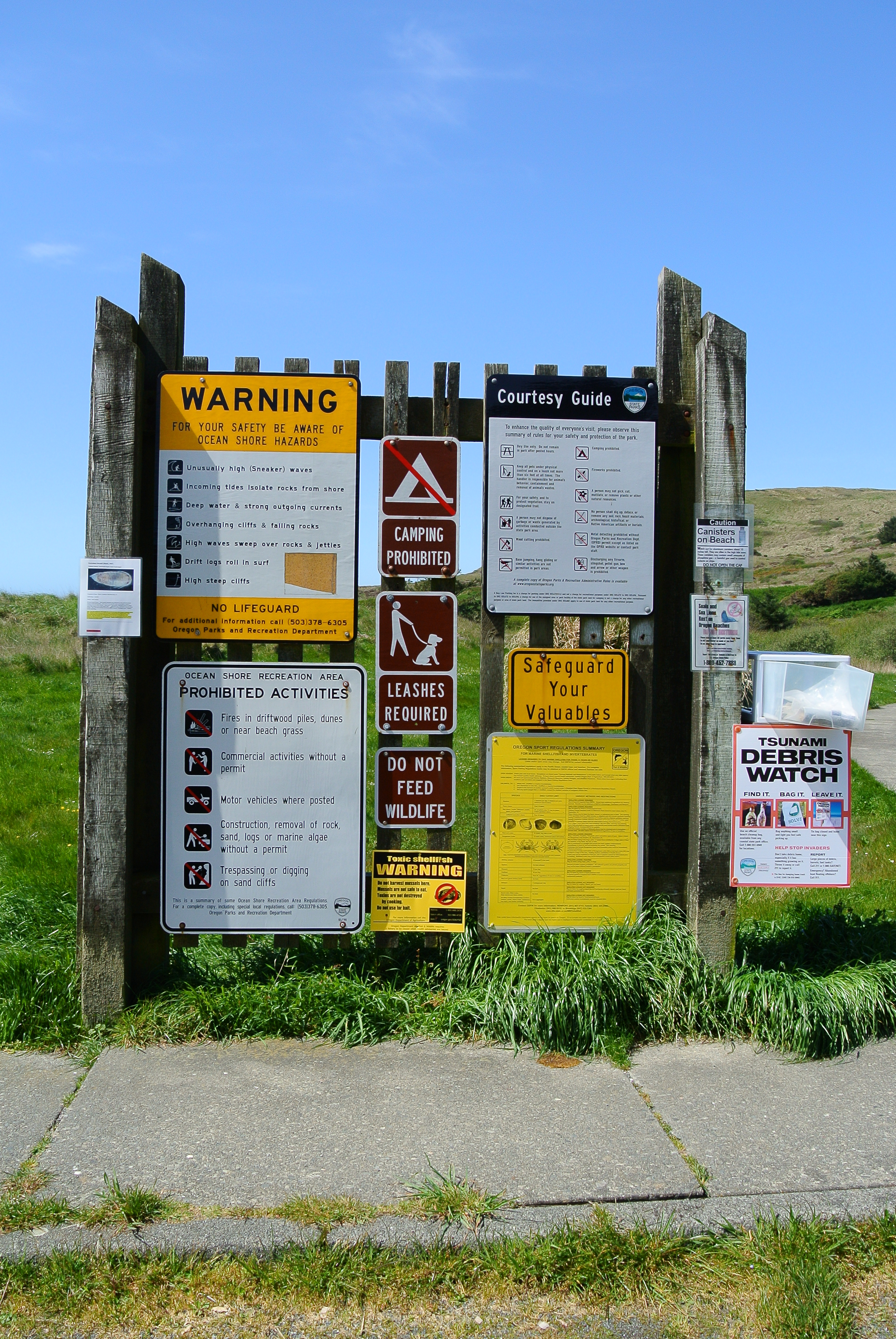
Một số loại biển hiệu và tài liệu ký hiệu ở Oregon

### Nguyên vật liệu
Dưới đây là danh sách các vật liệu thường được sử dụng trong các cửa hàng làm dấu.
- Acrylic
- Bảng tổng hợp nhôm
- Tấm nhựa
- Polyetylen mật độ cao (HDPE)
- Polyurethane mật độ cao
- Tấm phủ mật độ trung bình
- Công nghệ khung cong
- Khăn lau dầu
- Polyvinyl chloride (PVC hoặc vinyl)
- Polycacbonat
- Polypropylen, polystyrene và các loại nhựa nhiệt dẻo khác
- Gỗ
- Thép không gỉ
- Tấm mica
- Biển hiệu Channelume

### Quy trình
Dưới đây là danh sách các quy trình thường được sử dụng trong các cửa hàng đăng ký.

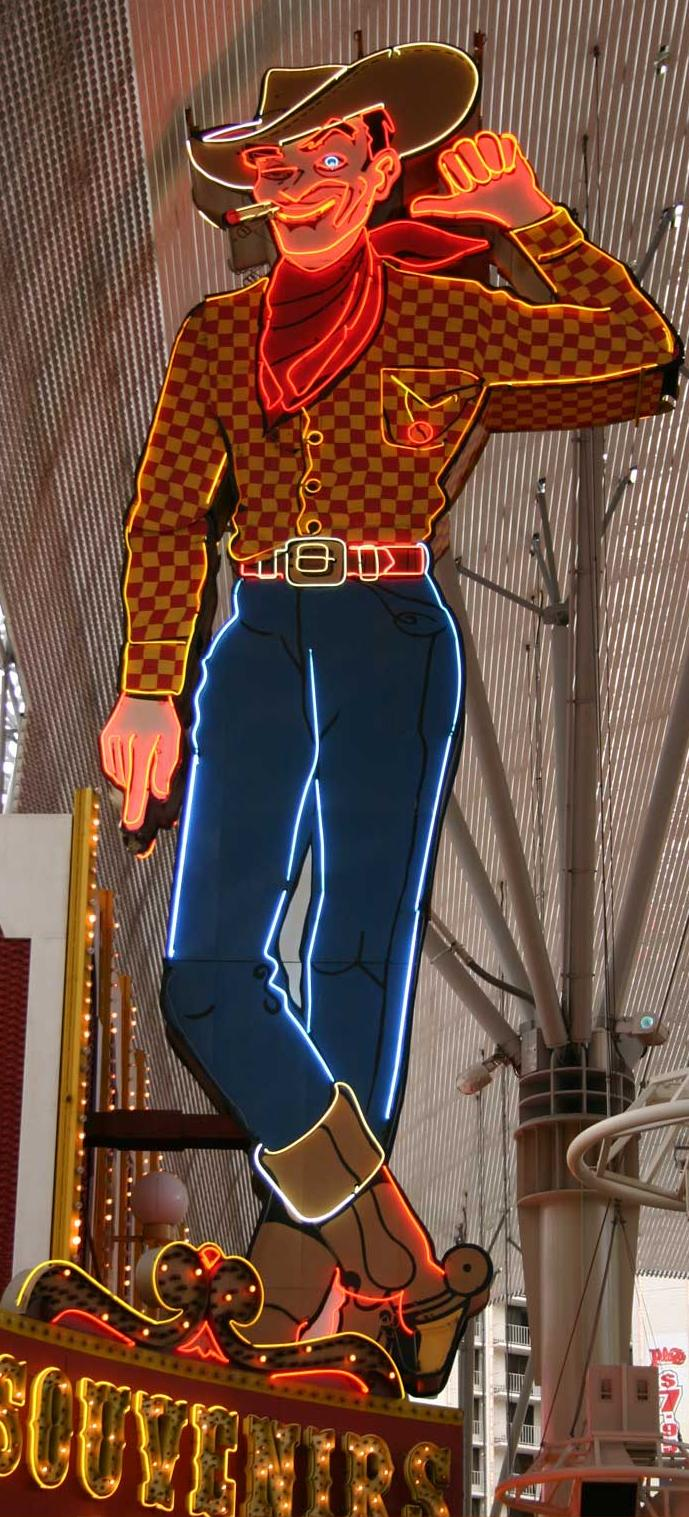
Một biển hiệu neon 40 ft (12 m) được xây dựng vào năm 1951 cho Câu lạc bộ Tiên phong ở Las Vegas, Nevada cho thấy những hiệu ứng nghệ thuật phức tạp có thể đạt được.

- Định tuyến CNC
- Sự cắt bằng tia la-ze
- Nổ mìn
- Cắt đồ họa
- In, in ấn, hoặc vẽ ký hiệu
- Kênh chữ
- Sự tạo chân không
- Hàn hơi / cán
- In ép

### Thắp sáng
Các biển hiệu thường xuyên sử dụng ánh sáng như một phương tiện truyền đạt thông tin của họ hoặc như một cách để tăng khả năng hiển thị.
Biển hiệu neon, được giới thiệu vào năm 1910 tại Paris Motor Show, được sản xuất bởi nghề thủ công uốn ống thủy tinh thành hình dạng. Một công nhân lành nghề trong nghề này được biết đến như một thợ uốn thủy tinh, neon hoặc thợ uốn ống.
Công nghệ diode phát sáng (LED) thường được sử dụng trong các biển báo. Công nghệ này lần đầu tiên được sử dụng chủ yếu tại các sự kiện thể thao, sau đó xuất hiện tại các doanh nghiệp, nhà thờ, trường học và các tòa nhà chính phủ.  Độ sáng của đèn LED có thể thay đổi, dẫn đến một số thành phố ở Hoa Kỳ cấm sử dụng do các vấn đề như ô nhiễm ánh sáng. Ngày nay, công nghệ LED cũng được sử dụng trong các bảng đèn để chiếu sáng đồ họa quảng cáo ở những nơi công cộng bao gồm trung tâm thương mại, tàu điện ngầm và sân bay.

## Thư viện hình ảnh

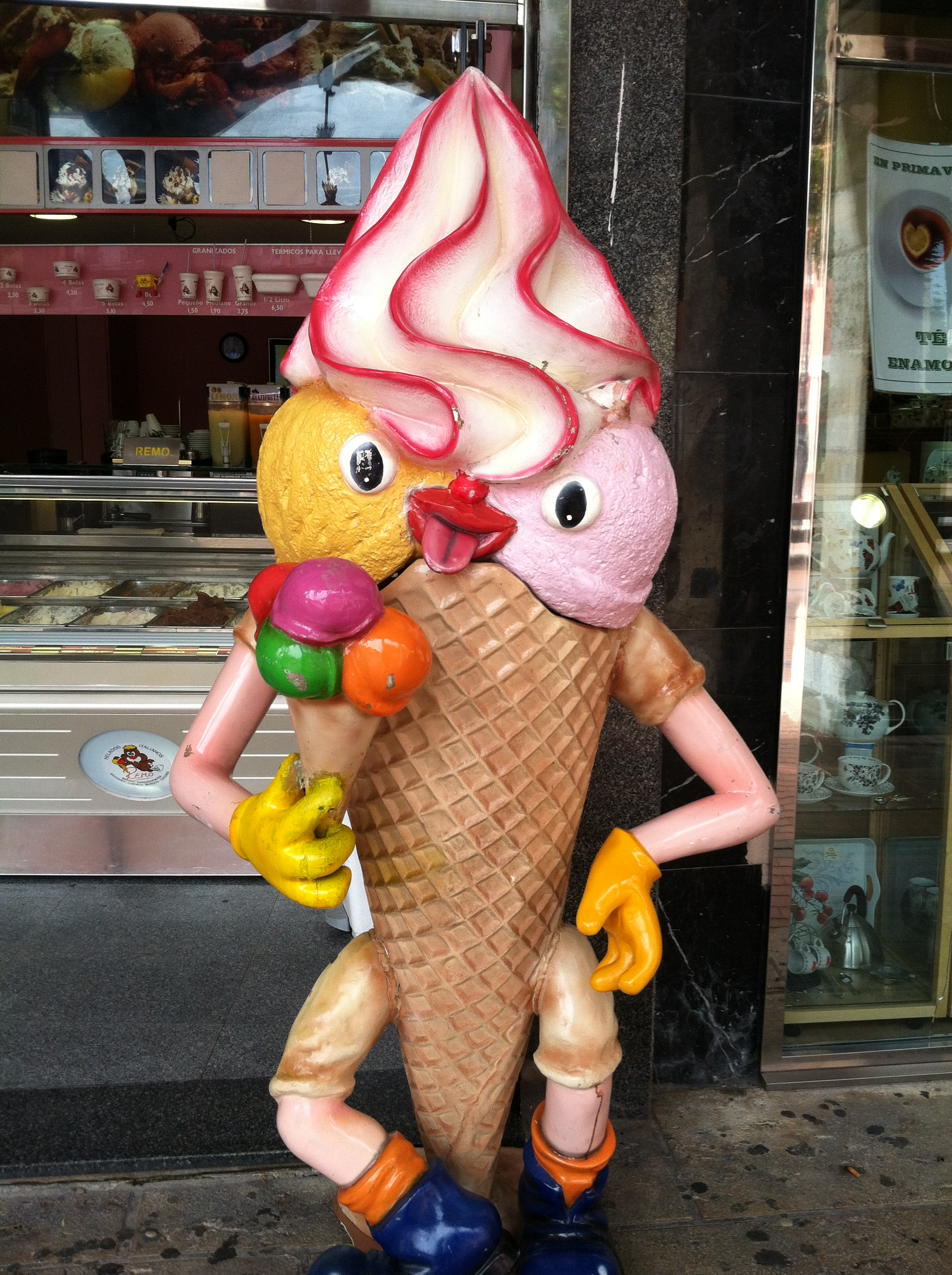
Dấu hiệu hiển thị bên ngoài một cửa hàng kem, Burgos, Tây Ban Nha
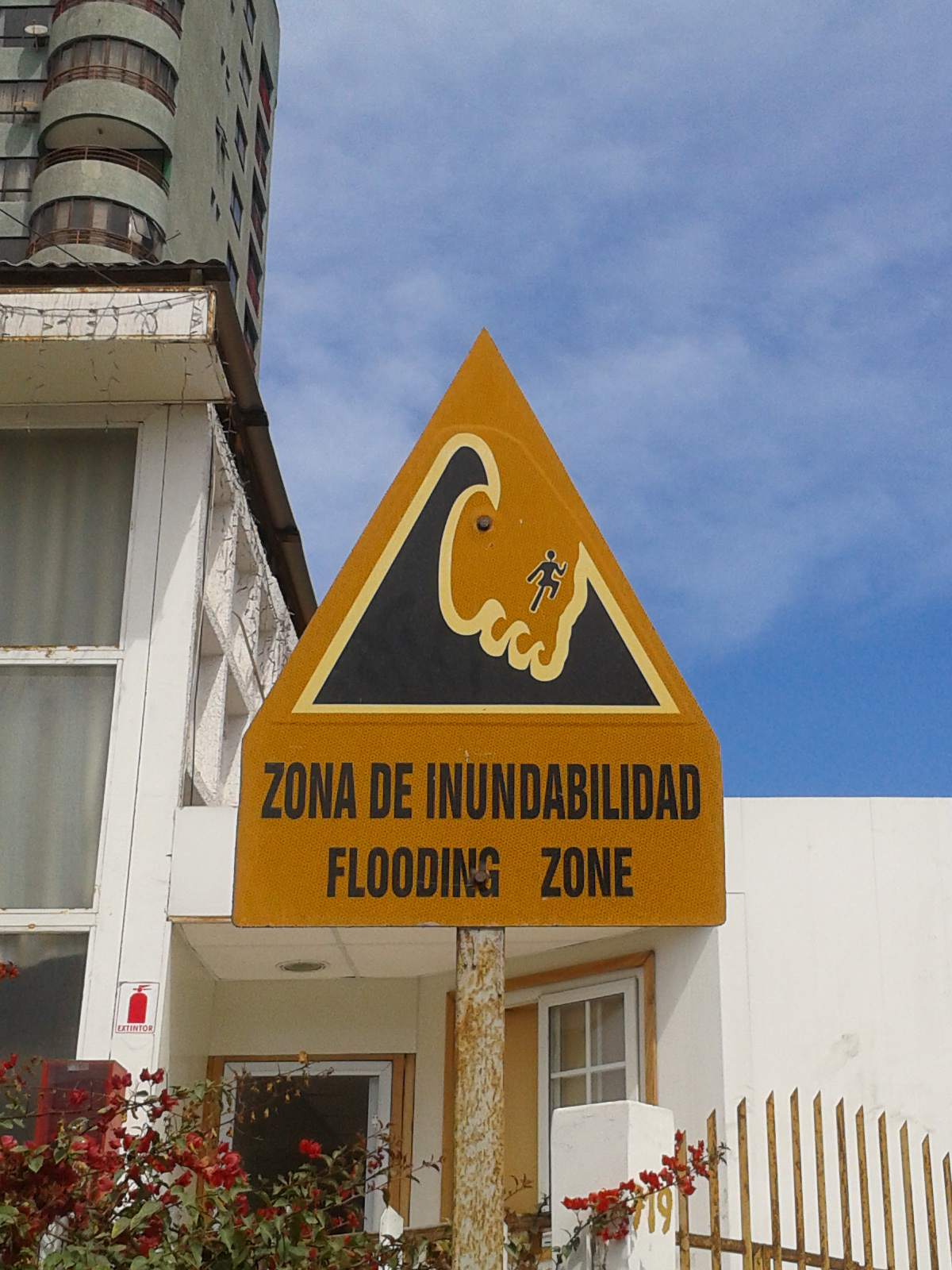
Một ký hiệu song ngữ (tiếng Tây Ban Nha - tiếng Anh) biểu thị vùng nguy hiểm lũ lụt ở Iquique, Chile
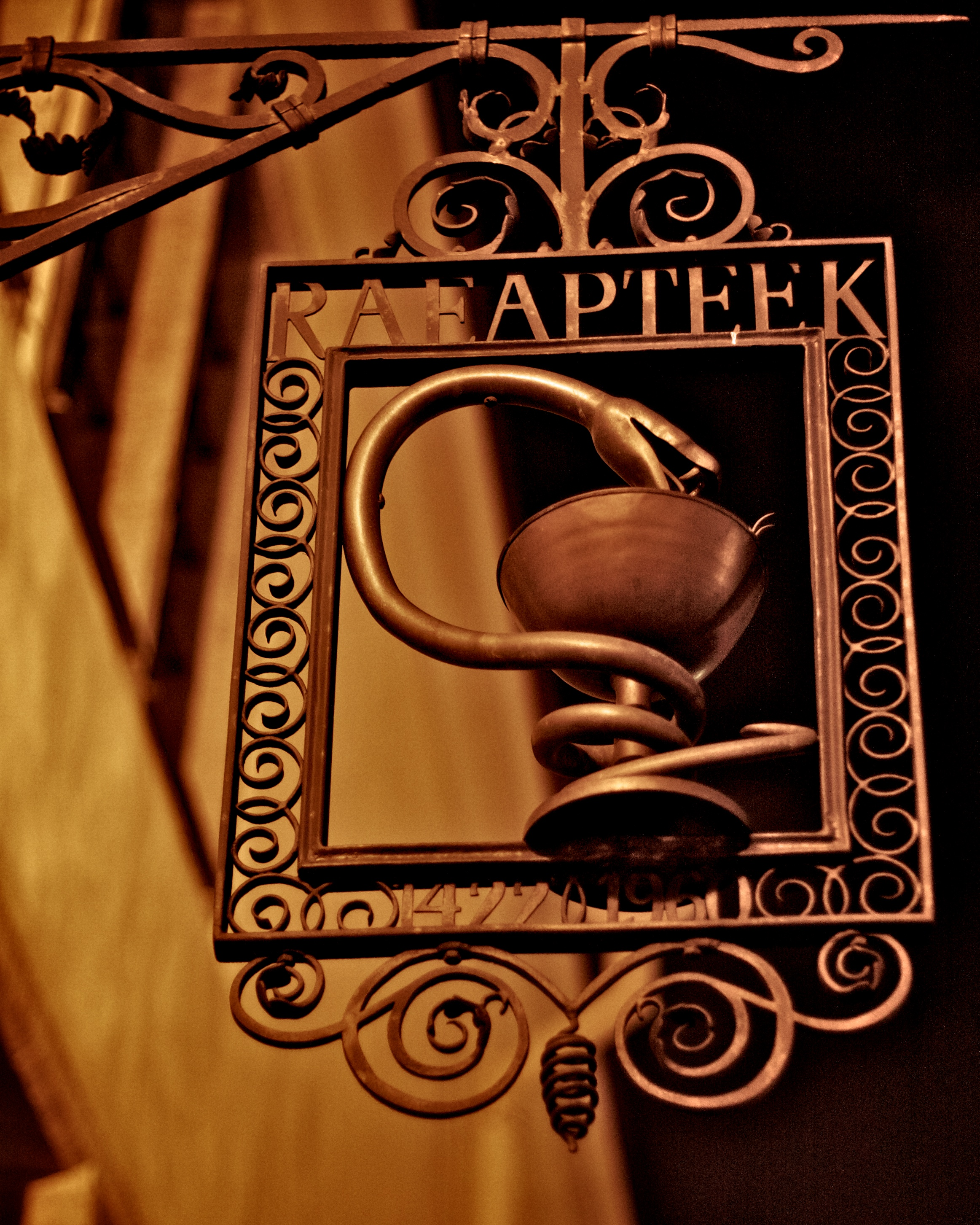
Dấu hiệu của Nhà thuốc Tòa thị chính ở Tallinn, Estonia
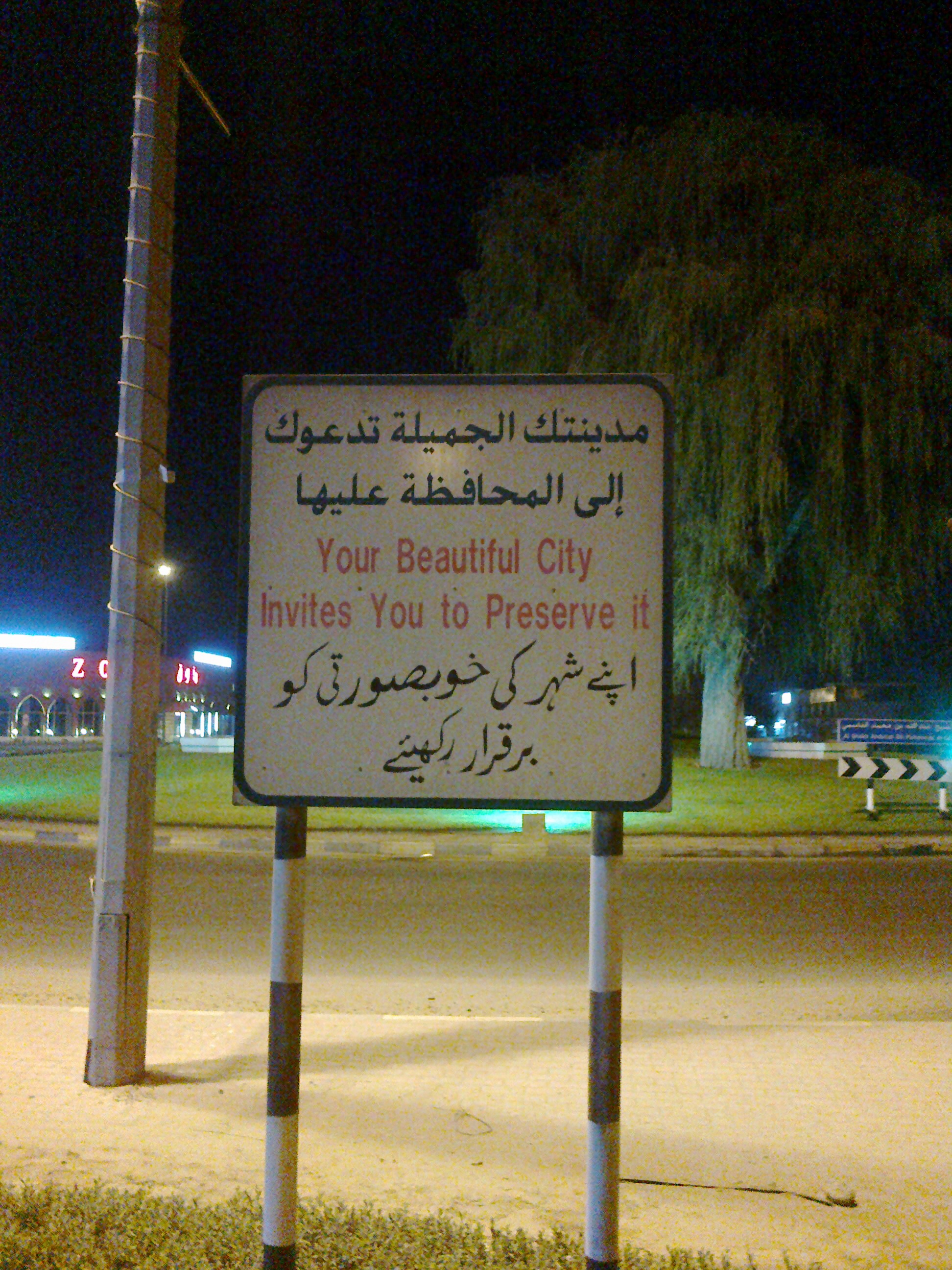
Một bảng hiệu ba ngôn ngữ (tiếng Ả Rập, tiếng Anh, tiếng Urdu) tại UAE.
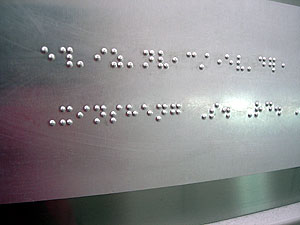
Chữ nổi trên bảng hiệu ở Đài Bắc
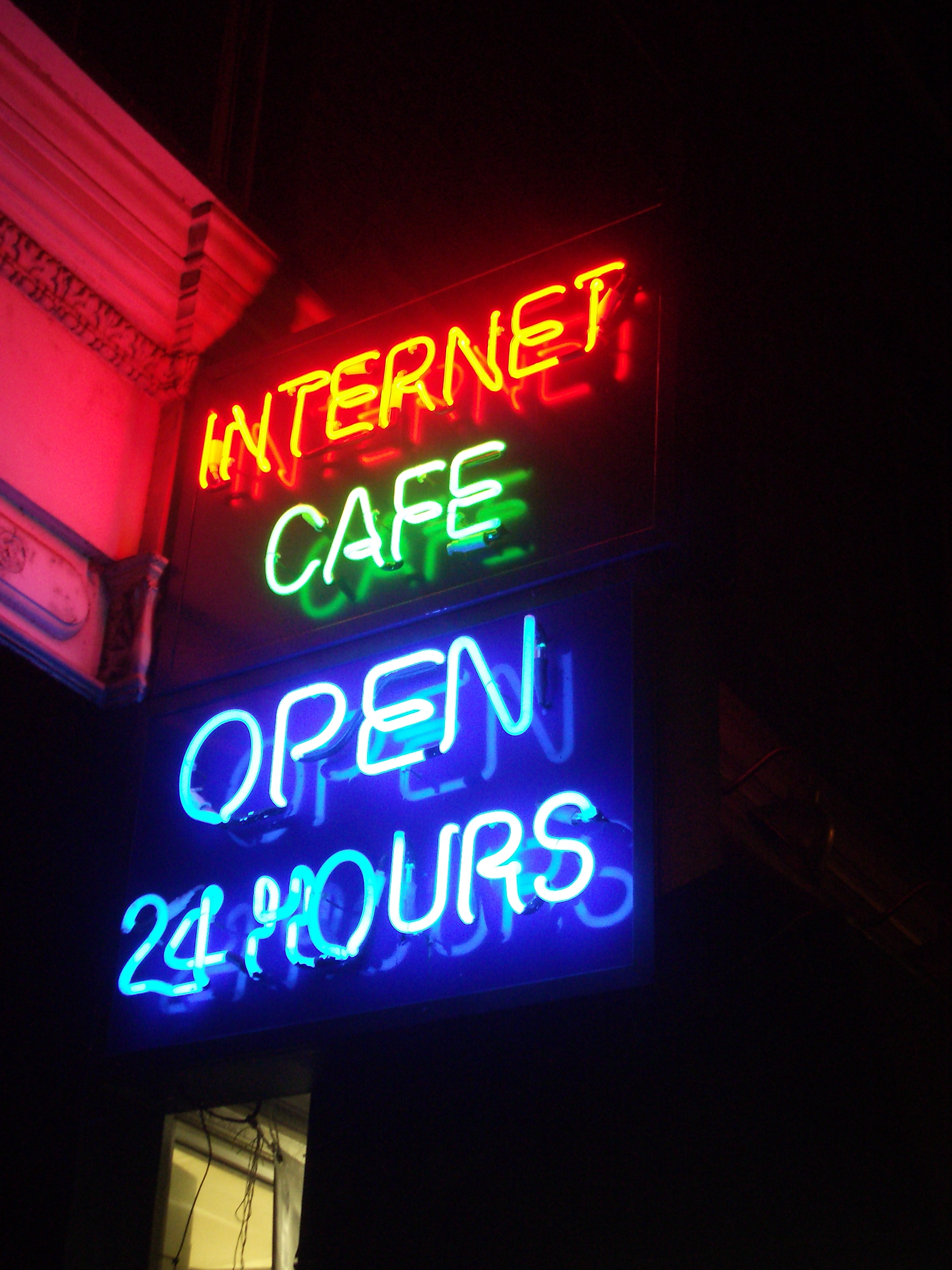
Một dấu hiệu neon